# Zarzis
Zarzis (arabisch جرجيس, DMG Ǧarǧīs) ist eine Küstenstadt mit einem Zollfreihafen in Südost-Tunesien, am Mittelmeer. Die Einwohnerzahl liegt bei etwa 70.895 Einwohnern (Stand 2004), davon lebten 24.900 in der Medina, der Altstadt. Zweitgrößtes Quartier war zu dieser Zeit Mouansa mit 16.672 Einwohnern, gefolgt von den vier übrigen Stadtquartieren.
Neben Oliven- und Dattelpalmenkulturen ist die Ausfuhr von Fisch und Salz von Bedeutung, seit 1973 auch der Tourismus.

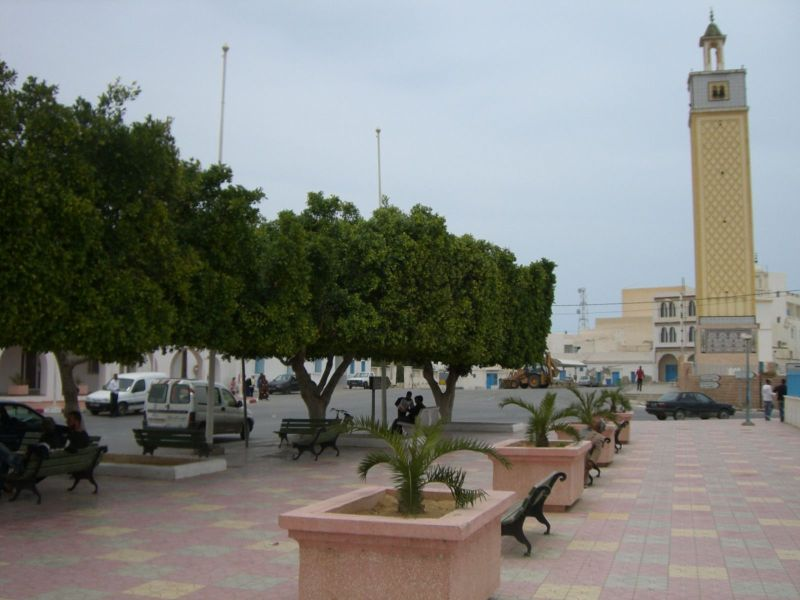
Moschee in Zarzis

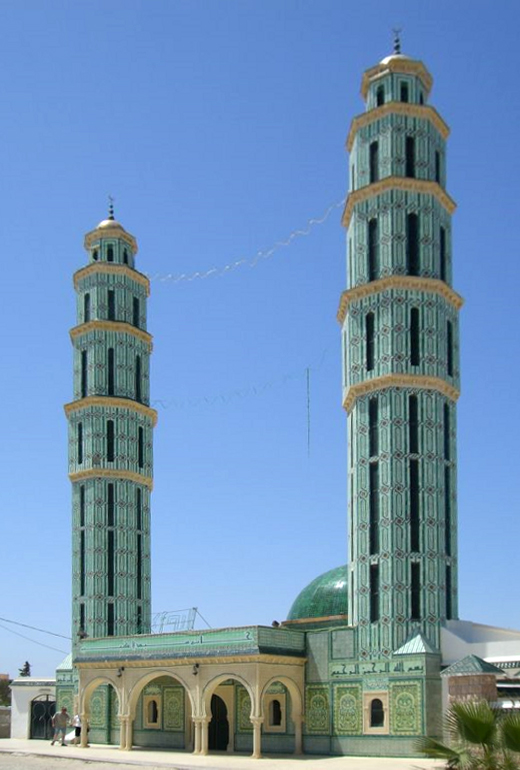
Moschee in Zarzis

## Geschichte
Die Geschichte des Ortes Gergis reicht mindestens bis in phönizische Zeit zurück. Die Stadt wurde von Karthago beherrscht, ab 146 v. Chr. von Rom. Die auf einer Fastinsel gelegene Stadt lebte von der Fischerei und vom Olivenanbau, der eine wichtige Rolle für die Versorgung Roms mit Speiseöl und Leuchtmitteln spielte. Seine Nähe zum Handelszentrum Djerba und der Hafen zum Mittelmeer gaben der Stadt eine Vermittlerrolle zwischen den mediterranen Handelsplätzen und denen in der Sahara. Zudem betätigte sich die Stadt als Salzexporteur aus der Sebkha El Melah.
Mit der arabischen Eroberung im Jahr 647 begann die Islamisierung, nachdem die Region um 300 christianisiert worden war. Dennoch bestanden nicht nur Handelskontakte mit dem muslimischen Hinterland, sondern auch zu den Städten Europas.
Eine eigene französisch-genuesische Salzhandelsgesellschaft bestand von 1714 bis 1724.
Während des Sechs-Tage-Krieges kam es in Tunesien zu Angriffen auf Synagogen, in Tunis wurde eine von ihnen in Brand gesetzt. Später wurden auch andere Synagogen attackiert, 1983 auch die in Zarzis.
Touristen kamen ab 1973 aus dem Ausland in die Region Zarzis-Djerba, nachdem ein Dekret eine Touristikzone in der Region eingerichtet hatte. Als der Zustrom der Besucher mit ihrem hohen Wasserverbrauch ab den 1990er Jahren für Wassermangel in der Region sorgte, kamen Überlegungen auf, unterirdische, bisher unberührte Wässer zu nutzen, doch entschied man sich angesichts der Kosten und der unabsehbaren ökologischen Folgen für eine Meerwasserentsalzung. Nach Sfax und Mahdia ist Zarzis der größte Fischexporthafen im Süden. Die Tourismuszone beginnt ungefähr drei Kilometer nördlich von Zarzis.

## Sport
Der Fußballclub ES Zarzis spielt in der Ligue 1, der höchsten nationalen Liga.

## Markt
Montag und Freitag findet jeweils ein Markt in Zarzis statt. Mittwochs findet er im Viertel El Mouensa statt, am Samstag im Vorort Souihel.

## Bauwerke
- 320 Meter hoher Sendemast für UKW und TV, höchstes Bauwerk Tunesiens.[6]

## Persönlichkeiten
- Taha Yassine Khenissi (* 1992), Fußballspieler

## Galerie

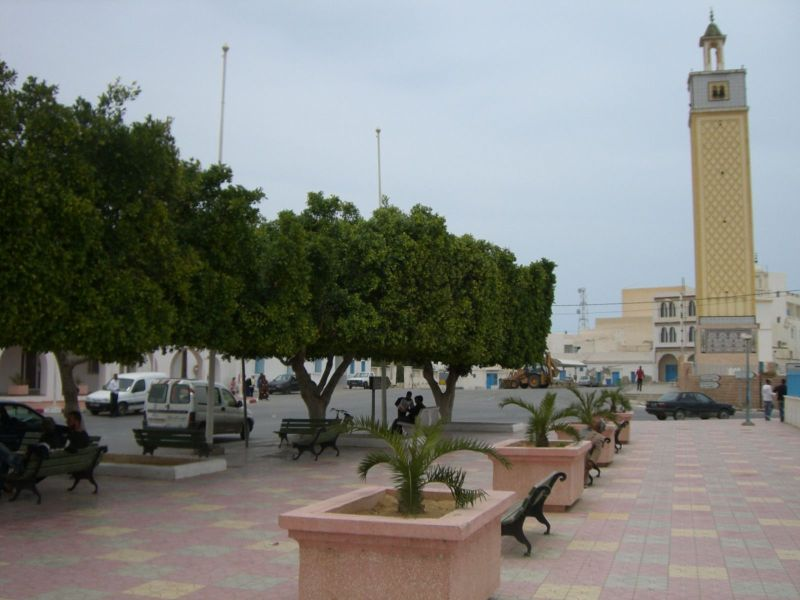
Platz in Zarzis
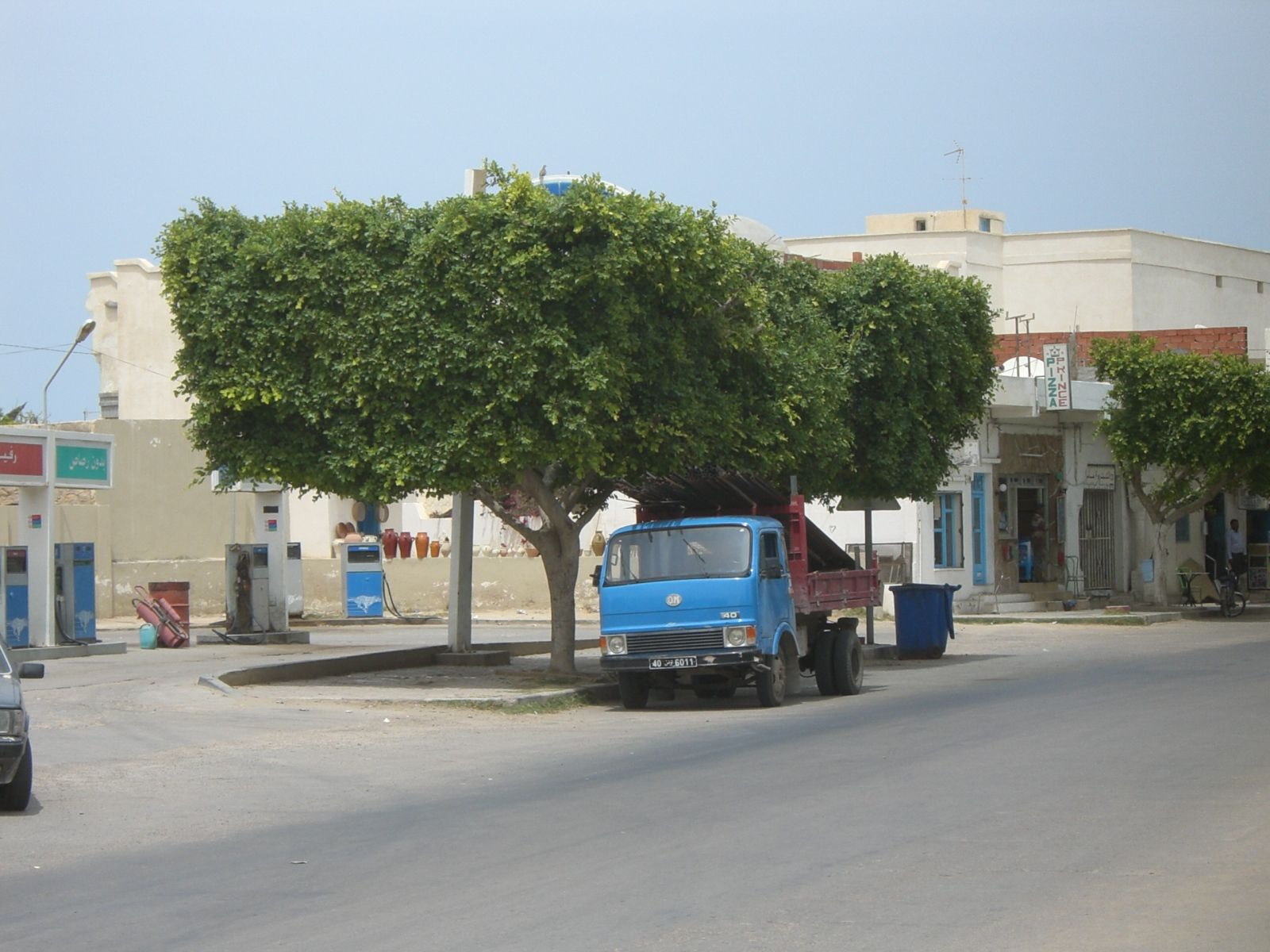
Straße in Zarzis
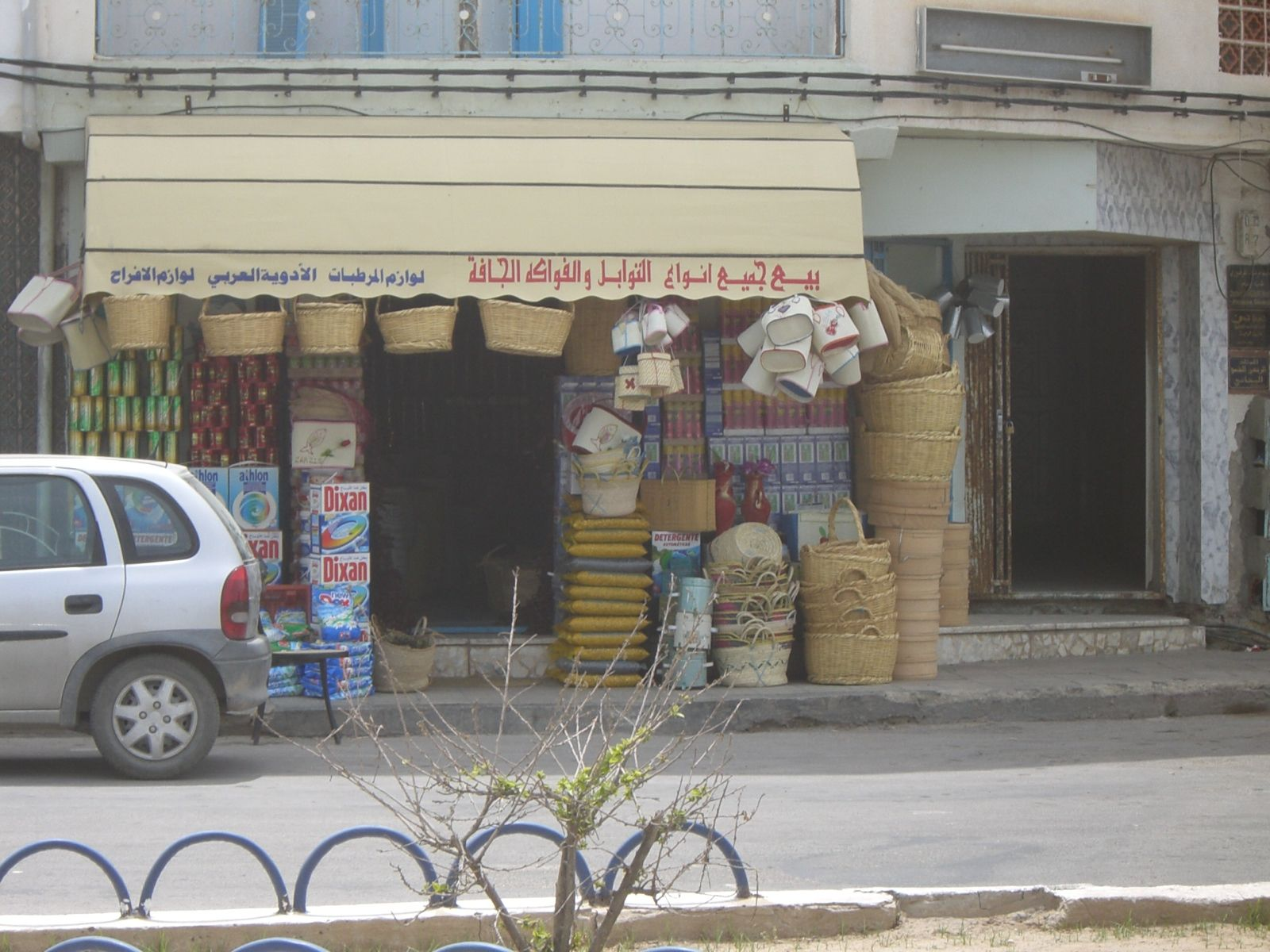
Geschäft in Zarzis
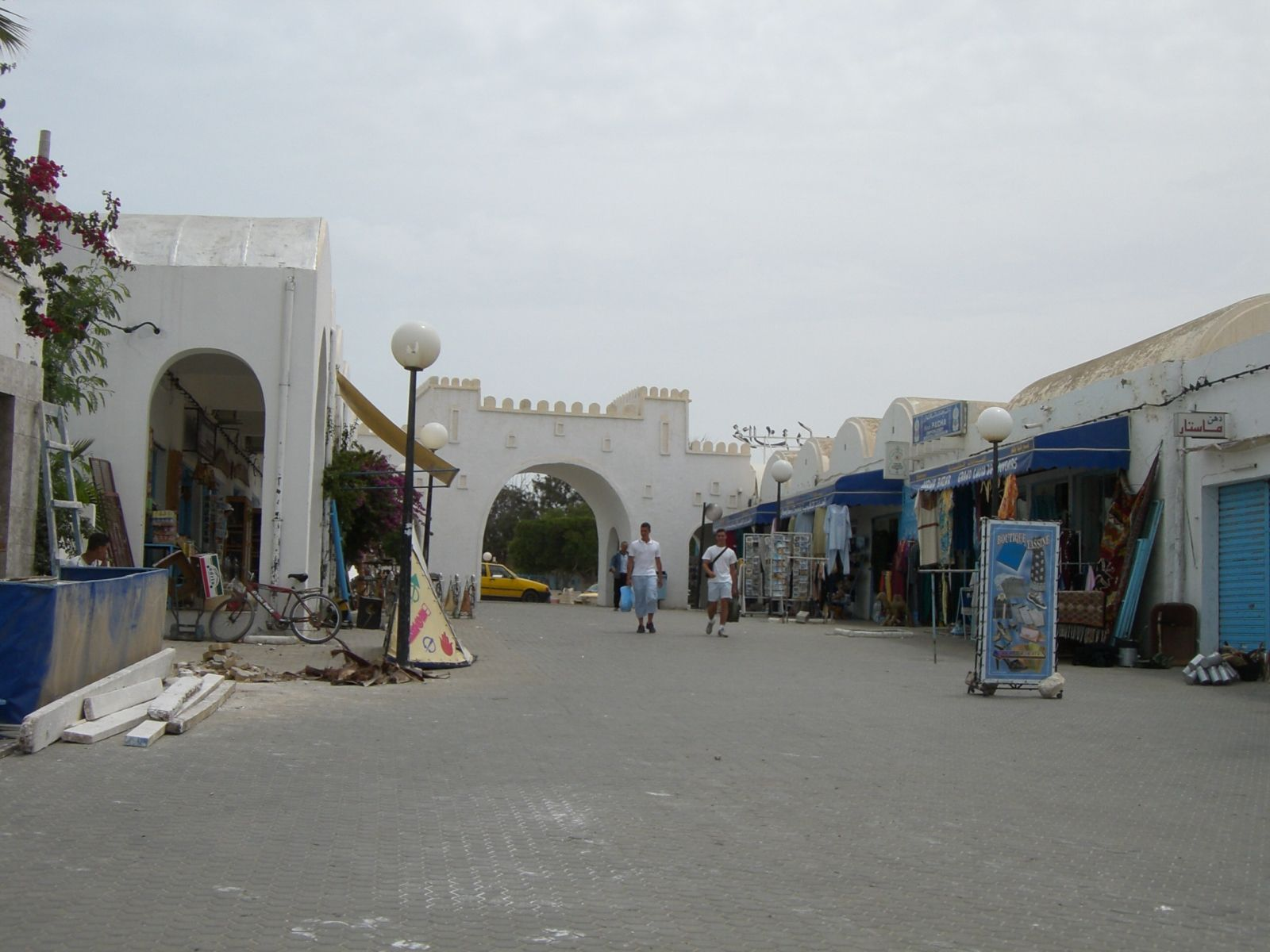
Marktplatz in Zarzis